# Holoparamecus kunzei
Holoparamecus kunzei är en skalbaggsart som beskrevs av Aubé 1843. Holoparamecus kunzei ingår i släktet Holoparamecus och familjen svampbaggar. Arten förekommer tillfälligt i Sverige, men reproducerar sig inte. Inga underarter finns listade i Catalogue of Life.